# Mille Petrozza
Miland "Mille" Petrozza (Essen, Alemania, 18 de diciembre de 1967, de ascendencia italiana de Calabria) es un músico, compositor del género thrash metal alemán, líder, vocalista y guitarrista de la banda Kreator.
Inició su carrera musical en una banda escolar llamada Tyrant, que fundó en 1982 junto con Rob Fioretti y Jürgen Reil, este mismo año cambió el nombre de la agrupación a Tormentor, con la cual publica los demos Blitzkrieg (1983), End of the World (1984) y el EP Satan's Day (1985), logrando capturar la atención del sello discográfico Noise Records. Al firmar un contrato con la discográfica, la banda había cambiado su nombre a Kreator, publicando su álbum debut Endless Pain (1985), que tuvo un fulminante éxito en toda Europa, gracias al incipiente movimiento thrash que arrasaba en todo el mundo.

## Biografía
Mile fundó Kreator en 1982 cuando apenas tenía 15 años de edad, pero su corta edad no impidió lograra conformar una alineación sólida y con un incuestionable talento. En poco tiempo se convirtieron en una de las bandas precursoras del thrash metal en Europa.
Como colaboraciones, en 1994 participó como guitarrista en la banda Voodoocult, junto a otras leyendas del género como Dave Lombardo de Slayer y Chuck Schuldiner de Death. En 2002 cantó junto a Tomas Lindberg vocalista de la banda Grotesque y posteriormente At the Gates en la canción «Dirty Coloured Knife» en el álbum Nail Within (2002). Aparece en el disco HellFire Club de Edguy en el 2004 encargándose de las voces en una versión alterna de la canción "Mysteria", incluida en el disco como Bonus Track. También aparece en el álbum The Undying Darkness de la banda Caliban, en la canción "Moment of Clarity".
El 14 de abril de 2010, luego del fallecimiento de Peter Steele, vocalista de la banda Type O Negative, Mille Petrozza emitió este comunicado: “¡Peter Steele era uno de mis músicos favoritos de todos los tiempos! Sólo lo conocí una vez rápidamente y era una gran persona. ‘Retalliation’ de Carnivore y todos los álbumes de Type O Negative han sido una gran influencia en mi creatividad. ¡Este es un día negro para la música! Descansa en paz, Peter.”
Petrozza posee una enorme colección de guitarras, las guitarras utilizadas en su carrera han sido la BC Rich Beast (para la grabación del álbum Enemy of God), Jackson Randy Rhoads, King V, Ibanez Destroyer y Gibson Les Paul. Las guitarras Jackson Randy Rhoads y King V son utilizadas casi exclusivamente para sus presentaciones en vivo.

## Discografía

### ConKreator
- 1985: Endless Pain
- 1986: Pleasure to Kill
- 1987: Terrible Certainty
- 1989: Extreme Aggression
- 1990: Coma of Souls
- 1992: Renewal
- 1995: Cause for Conflict
- 1997: Outcast
- 1999: Endorama
- 2001: Violent Revolution
- 2003: Live Kreation
- 2005: Enemy of God
- 2009: Hordes of Chaos
- 2010: Terror Prevails
- 2012: Phantom Antichrist
- 2017: Gods of Violence
- 2022: Hate Über Alles

### ConVoodoocult
- 1994: Jesus Killing Machine